# Босигінська
Боси́гінська (рос. Босыгинская) — присілок у складі Верховазького району Вологодської області, Росія. Входить до складу Нижньокулойського сільського поселення.

## Населення
Населення — 20 осіб (2010; 26 у 2002).
Національний склад (станом на 2002 рік):
- росіяни — 100 %